# Mistrzostwa Świata w Piłce Siatkowej Mężczyzn 2010 (eliminacje strefy CEV)
Eliminacje strefy CEV do Mistrzostw Świata w Piłce Siatkowej Mężczyzn 2010 odbywających się we Włoszech rozegrane zostały pomiędzy 2 stycznia a 16 sierpnia 2009 roku. Składały się one z trzech rund. Na mistrzostwa awansowało 8 reprezentacji narodowych.
Ze strefy CEV bezpośredni awans jako organizator uzyskała reprezentacja Włoch.

## System rozgrywek
W pierwszej rundzie kwalifikacyjnej reprezentacje zajmujące najniższe pozycje w rankingu FIVB lub w nim nieklasyfikowane podzielone zostały na cztery grupy (A i B - 3-drużynowe, C i D - 4-drużynowe), z których awans uzyskały drużyny z pierwszych miejsc. 
Z drugiej rundy kwalifikacyjnej awans uzyskało 10 reprezentacji (z grup E i F - po dwie drużyny, z grup G i H - po trzy drużyny). 
Dołączyły one do sześciu zespołów. 
Na mistrzostwa awansowały po dwie najlepsze drużyny z grup I, J, K i L.

## Pierwsza runda kwalifikacyjna

### Grupa A – Sheffield

#### Sytuacja w rankingu FIVB
| Reprezentacja   | Miejsce w rankingu | Liczba punktów |
| --------------- | ------------------ | -------------- |
| Białoruś        | 71                 | 3,5            |
| Izrael          | 81                 | 3,0            |
| Wielka Brytania | –                  | 0,0            |

#### Tabela
| Poz. | Reprezentacja   | Pkt | Mecze | Mecze | Mecze | Małe punkty | Małe punkty | Małe punkty | Sety | Sety | Sety  |
| Poz. | Reprezentacja   | Pkt | M     | Z     | P     | zdob.       | str.        | ratio       | wyg. | prz. | ratio |
| ---- | --------------- | --- | ----- | ----- | ----- | ----------- | ----------- | ----------- | ---- | ---- | ----- |
| 1    | Białoruś        | 4   | 2     | 2     | 0     | 195         | 190         | 1,026       | 6    | 3    | 2,000 |
| 2    | Izrael          | 3   | 2     | 1     | 1     | 199         | 182         | 1,093       | 5    | 4    | 1,250 |
| 3    | Wielka Brytania | 2   | 2     | 0     | 2     | 162         | 184         | 0,880       | 2    | 6    | 0,333 |

#### Wyniki
| 2 stycznia 2009 |

|  | Wielka Brytania | 1:3(14:25, 25:21, 22:25, 14:25) | Izrael |  |
|  |                 | 1:3(14:25, 25:21, 22:25, 14:25) |        |  |

| 3 stycznia 2009 |

|  | Izrael | 2:3(26:24, 19:25, 25:18, 22:25, 11:15) | Białoruś |  |
|  |        | 2:3(26:24, 19:25, 25:18, 22:25, 11:15) |          |  |

| 4 stycznia 2009 |

|  | Białoruś | 3:1(25:23, 13:25, 25:22, 25:17) | Wielka Brytania |  |
|  |          | 3:1(25:23, 13:25, 25:22, 25:17) |                 |  |

#### Statystyki indywidualne
| Najlepszy punktujący | Najlepszy atakujący | Najlepszy blokujący | Najlepszy zagrywający | Najlepszy broniący | Najlepszy rozgrywający | Najlepszy libero |
| -------------------- | ------------------- | ------------------- | --------------------- | ------------------ | ---------------------- | ---------------- |
| Aleh Achrem          | Danny Weemes        | Dzmitry Zhehzdryn   | Ariel Hilman          | Matthew Howe       | Artsiom Haramikin      | Matthew Howe     |

### Grupa B – Ryga

#### Sytuacja w rankingu FIVB
| Reprezentacja | Miejsce w rankingu | Liczba punktów |
| ------------- | ------------------ | -------------- |
| Łotwa         | 55                 | 5,0            |
| Norwegia      | 92                 | 2,5            |
| Szwecja       | –                  | 0,0            |

#### Tabela
| Poz. | Reprezentacja | Pkt | Mecze | Mecze | Mecze | Małe punkty | Małe punkty | Małe punkty | Sety | Sety | Sety  |
| Poz. | Reprezentacja | Pkt | M     | Z     | P     | zdob.       | str.        | ratio       | wyg. | prz. | ratio |
| ---- | ------------- | --- | ----- | ----- | ----- | ----------- | ----------- | ----------- | ---- | ---- | ----- |
| 1    | Łotwa         | 3   | 2     | 1     | 1     | 185         | 158         | 1,171       | 5    | 3    | 1,667 |
| 2    | Szwecja       | 3   | 2     | 1     | 1     | 177         | 186         | 0,952       | 3    | 5    | 0,600 |
| 3    | Norwegia      | 3   | 2     | 1     | 1     | 125         | 143         | 0,874       | 3    | 3    | 1,000 |

#### Wyniki
| 2 stycznia 2009 |

|  | Norwegia | 3:0(26:24, 25:21, 25:23) | Szwecja |  |
|  |          | 3:0(26:24, 25:21, 25:23) |         |  |

| 3 stycznia 2009 |

|  | Łotwa | 3:0(25:12, 25:19, 25:18) | Norwegia |  |
|  |       | 3:0(25:12, 25:19, 25:18) |          |  |

| 4 stycznia 2009 |

|  | Szwecja | 3:2(20:25, 20:25, 29:27, 25:21, 15:12) | Łotwa |  |
|  |         | 3:2(20:25, 20:25, 29:27, 25:21, 15:12) |       |  |

#### Statystyki indywidualne
| Najlepszy punktujący | Najlepszy atakujący | Najlepszy blokujący | Najlepszy zagrywający | Najlepszy broniący | Najlepszy rozgrywający | Najlepszy libero |
| -------------------- | ------------------- | ------------------- | --------------------- | ------------------ | ---------------------- | ---------------- |
| Marcus Nilsson       | Øivind Hordvik      | Øivind Hordvik      | Deniss Petrovs        | Mārtiņš Pļaviņš    | Deniss Petrovs         | Mārtiņš Pļaviņš  |

### Grupa C – Wiedeń

#### Sytuacja w rankingu FIVB
| Reprezentacja        | Miejsce w rankingu | Liczba punktów |
| -------------------- | ------------------ | -------------- |
| Rumunia              | 55                 | 5,0            |
| Austria              | 61                 | 4,5            |
| Węgry                | 71                 | 3,5            |
| Bośnia i Hercegowina | 92                 | 2,5            |

#### Tabela
| Poz. | Reprezentacja        | Pkt | Mecze | Mecze | Mecze | Małe punkty | Małe punkty | Małe punkty | Sety | Sety | Sety  |
| Poz. | Reprezentacja        | Pkt | M     | Z     | P     | zdob.       | str.        | ratio       | wyg. | prz. | ratio |
| ---- | -------------------- | --- | ----- | ----- | ----- | ----------- | ----------- | ----------- | ---- | ---- | ----- |
| 1    | Rumunia              | 6   | 3     | 3     | 0     | 261         | 231         | 1,130       | 9    | 2    | 4,500 |
| 2    | Austria              | 5   | 3     | 2     | 1     | 218         | 200         | 1,090       | 6    | 3    | 2,000 |
| 3    | Bośnia i Hercegowina | 4   | 3     | 1     | 2     | 230         | 248         | 0,927       | 3    | 8    | 0,375 |
| 4    | Węgry                | 3   | 3     | 0     | 3     | 263         | 293         | 0,898       | 4    | 9    | 0,444 |

#### Wyniki
| 3 stycznia 2009 |

|  | Rumunia | 3:2(20:25, 25:21, 25:17, 25:27, 16:14) | Węgry |  |
|  |         | 3:2(20:25, 25:21, 25:17, 25:27, 16:14) |       |  |

|  | Austria | 3:0(25:21, 25:21, 25:22) | Bośnia i Hercegowina |  |
|  |         | 3:0(25:21, 25:21, 25:22) |                      |  |

| 4 stycznia 2009 |

|  | Węgry | 2:3(25:21, 25:18, 21:25, 16:25, 11:15) | Bośnia i Hercegowina |  |
|  |       | 2:3(25:21, 25:18, 21:25, 16:25, 11:15) |                      |  |

|  | Rumunia | 3:0(25:23, 25:22, 25:20) | Austria |  |
|  |         | 3:0(25:23, 25:22, 25:20) |         |  |

| 5 stycznia 2009 |

|  | Bośnia i Hercegowina | 0:3(21:25, 20:25, 21:25) | Rumunia |  |
|  |                      | 0:3(21:25, 20:25, 21:25) |         |  |

|  | Austria | 3:0(25:15, 28:26, 25:20) | Węgry |  |
|  |         | 3:0(25:15, 28:26, 25:20) |       |  |

#### Statystyki indywidualne
| Najlepszy punktujący  | Najlepszy atakujący   | Najlepszy blokujący | Najlepszy zagrywający | Najlepszy broniący | Najlepszy rozgrywający | Najlepszy libero |
| --------------------- | --------------------- | ------------------- | --------------------- | ------------------ | ---------------------- | ---------------- |
| Adriana Radu Gontariu | Adriana Radu Gontariu | Gerald Reiser       | Dalibor Micić         | Philipp Kroiss     | Marius Lucian Dascalu  | Dávid Molnár     |

### Grupa D – Quba

#### Sytuacja w rankingu FIVB
| Reprezentacja | Miejsce w rankingu | Liczba punktów |
| ------------- | ------------------ | -------------- |
| Albania       | 71                 | 3,5            |
| Azerbejdżan   | 81                 | 3,0            |
| Mołdawia      | 92                 | 2,5            |
| Czarnogóra    | –                  | 0,0            |

#### Tabela
| Poz. | Reprezentacja | Pkt | Mecze | Mecze | Mecze | Małe punkty | Małe punkty | Małe punkty | Sety | Sety | Sety  |
| Poz. | Reprezentacja | Pkt | M     | Z     | P     | zdob.       | str.        | ratio       | wyg. | prz. | ratio |
| ---- | ------------- | --- | ----- | ----- | ----- | ----------- | ----------- | ----------- | ---- | ---- | ----- |
| 1    | Czarnogóra    | 6   | 3     | 3     | 0     | 225         | 134         | 1,679       | 9    | 0    | MAX   |
| 2    | Albania       | 5   | 3     | 2     | 1     | 216         | 227         | 0,952       | 6    | 4    | 1,500 |
| 3    | Mołdawia      | 4   | 3     | 1     | 2     | 243         | 262         | 0,927       | 4    | 8    | 0,500 |
| 4    | Azerbejdżan   | 3   | 3     | 0     | 3     | 204         | 265         | 0,770       | 2    | 9    | 0,222 |

#### Wyniki
| 9 stycznia 2009 |

|  | Mołdawia | 0:3(15:25, 14:25, 16:25) | Czarnogóra |  |
|  |          | 0:3(15:25, 14:25, 16:25) |            |  |

|  | Azerbejdżan | 0:3(17:25, 13:25, 31:33) | Albania |  |
|  |             | 0:3(17:25, 13:25, 31:33) |         |  |

| 10 stycznia 2009 |

|  | Albania | 0:3(17:25, 12:25, 13:25) | Czarnogóra |  |
|  |         | 0:3(17:25, 12:25, 13:25) |            |  |

|  | Mołdawia | 3:2(25:14, 22:25, 25:16, 17:25, 18:16) | Azerbejdżan |  |
|  |          | 3:2(25:14, 22:25, 25:16, 17:25, 18:16) |             |  |

| 11 stycznia 2009 |

|  | Albania | 3:1(25:22, 25:21, 16:25, 25:23) | Mołdawia |  |
|  |         | 3:1(25:22, 25:21, 16:25, 25:23) |          |  |

|  | Czarnogóra | 3:0(25:14, 25:15, 25:18) | Azerbejdżan |  |
|  |            | 3:0(25:14, 25:15, 25:18) |             |  |

#### Statystyki indywidualne
| Najlepszy punktujący | Najlepszy atakujący | Najlepszy blokujący | Najlepszy zagrywający | Najlepszy broniący  | Najlepszy rozgrywający | Najlepszy libero |
| -------------------- | ------------------- | ------------------- | --------------------- | ------------------- | ---------------------- | ---------------- |
| Gazmend Husaj        | Miloš Ćulafić       | Emiliano Ndoni      | Gazmend Husaj         | Aleksiej Czerwjakow | Aleksiej Czerwjakow    | Rusłan Motorin   |

## Druga runda kwalifikacyjna

### Grupa E – Poprad

#### Sytuacja w rankingu FIVB
| Reprezentacja | Miejsce w rankingu | Liczba punktów |
| ------------- | ------------------ | -------------- |
| Niemcy        | 13                 | 42,0           |
| Słowacja      | 46                 | 6,0            |
| Chorwacja     | 52                 | 5,5            |
| Białoruś      | 71                 | 3,5            |

#### Tabela
| Poz. | Reprezentacja | Pkt | Mecze | Mecze | Mecze | Małe punkty | Małe punkty | Małe punkty | Sety | Sety | Sety  |
| Poz. | Reprezentacja | Pkt | M     | Z     | P     | zdob.       | str.        | ratio       | wyg. | prz. | ratio |
| ---- | ------------- | --- | ----- | ----- | ----- | ----------- | ----------- | ----------- | ---- | ---- | ----- |
| 1    | Słowacja      | 6   | 3     | 3     | 0     | 312         | 293         | 1,065       | 9    | 5    | 1,800 |
| 2    | Niemcy        | 5   | 3     | 2     | 1     | 259         | 217         | 1,194       | 8    | 3    | 2,667 |
| 3    | Białoruś      | 4   | 3     | 1     | 2     | 263         | 282         | 0,933       | 5    | 7    | 0,714 |
| 4    | Chorwacja     | 3   | 3     | 0     | 3     | 223         | 265         | 0,842       | 2    | 9    | 0,222 |

#### Wyniki
| 29 maja 2009 |

|  | Chorwacja | 0:3(13:25, 23:25, 12:25) | Niemcy |  |
|  |           | 0:3(13:25, 23:25, 12:25) |        |  |

|  | Słowacja | 3:2(25:18, 29:27, 22:25, 19:25, 15:11) | Białoruś |  |
|  |          | 3:2(25:18, 29:27, 22:25, 19:25, 15:11) |          |  |

| 30 maja 2009 |

|  | Białoruś | 0:3(25:27, 21:25, 18:25) | Niemcy |  |
|  |          | 0:3(25:27, 21:25, 18:25) |        |  |

|  | Słowacja | 3:1(22:25, 25:14, 25:21, 25:20) | Chorwacja |  |
|  |          | 3:1(22:25, 25:14, 25:21, 25:20) |           |  |

| 31 maja 2009 |

|  | Chorwacja | 1:3(22:25, 26:28, 25:15, 22:25) | Białoruś |  |
|  |           | 1:3(22:25, 26:28, 25:15, 22:25) |          |  |

|  | Niemcy | 2:3(23:25, 25:21, 25:19, 22:25, 12:15) | Słowacja |  |
|  |        | 2:3(23:25, 25:21, 25:19, 22:25, 12:15) |          |  |

#### Statystyki indywidualne
| Najlepszy punktujący | Najlepszy atakujący | Najlepszy blokujący | Najlepszy zagrywający | Najlepszy broniący | Najlepszy rozgrywający | Najlepszy libero |
| -------------------- | ------------------- | ------------------- | --------------------- | ------------------ | ---------------------- | ---------------- |
| Martin Němec         | Lukáš Diviš         | Anatoli Klyszełski  | Björn Andrae          | Martin Pipa        | Michal Masný           | Josip Fehir      |

### Grupa F – Rotterdam

#### Sytuacja w rankingu FIVB
| Reprezentacja | Miejsce w rankingu | Liczba punktów |
| ------------- | ------------------ | -------------- |
| Holandia      | 28                 | 11,5           |
| Turcja        | 38                 | 8,0            |
| Estonia       | 46                 | 6,0            |
| Łotwa         | 55                 | 5,0            |

#### Tabela
| Poz. | Reprezentacja | Pkt | Mecze | Mecze | Mecze | Małe punkty | Małe punkty | Małe punkty | Sety | Sety | Sety  |
| Poz. | Reprezentacja | Pkt | M     | Z     | P     | zdob.       | str.        | ratio       | wyg. | prz. | ratio |
| ---- | ------------- | --- | ----- | ----- | ----- | ----------- | ----------- | ----------- | ---- | ---- | ----- |
| 1    | Holandia      | 6   | 3     | 3     | 0     | 275         | 241         | 1,141       | 9    | 3    | 3,000 |
| 2    | Estonia       | 4   | 3     | 1     | 2     | 249         | 246         | 1,012       | 5    | 6    | 0,833 |
| 3    | Turcja        | 4   | 3     | 1     | 2     | 295         | 307         | 0,961       | 6    | 8    | 0,750 |
| 4    | Łotwa         | 4   | 3     | 1     | 2     | 235         | 260         | 0,904       | 4    | 7    | 0,571 |

#### Wyniki
| 30 maja 2009 |

|  | Holandia | 3:1(25:16, 25:21, 18:25, 25:21) | Łotwa |  |
|  |          | 3:1(25:16, 25:21, 18:25, 25:21) |       |  |

|  | Turcja | 3:2(25:20, 14:25, 22:25, 28:26, 18:16) | Estonia |  |
|  |        | 3:2(25:20, 14:25, 22:25, 28:26, 18:16) |         |  |

| 31 maja 2009 |

|  | Estonia | 0:3(24:26, 19:25, 19:25) | Holandia |  |
|  |         | 0:3(24:26, 19:25, 19:25) |          |  |

|  | Łotwa | 3:1(13:25, 25:21, 26:24, 25:22) | Turcja |  |
|  |       | 3:1(13:25, 25:21, 26:24, 25:22) |        |  |

| 1 czerwca 2009 |

|  | Estonia | 3:0(25:23, 25:21, 25:19) | Łotwa |  |
|  |         | 3:0(25:23, 25:21, 25:19) |       |  |

|  | Holandia | 3:2(19:25, 25:16, 22:25, 25:17, 15:13) | Turcja |  |
|  |          | 3:2(19:25, 25:16, 22:25, 25:17, 15:13) |        |  |

#### Statystyki indywidualne
| Najlepszy punktujący | Najlepszy atakujący | Najlepszy blokujący | Najlepszy zagrywający | Najlepszy broniący | Najlepszy rozgrywający | Najlepszy libero |
| -------------------- | ------------------- | ------------------- | --------------------- | ------------------ | ---------------------- | ---------------- |
| Gundars Celitāns     | Emre Batur          | Rob Bontje          | Gundars Celitāns      | Jeroen Trommel     | Hüseyin Koç            | Austris Štāls    |

### Grupa G – Póvoa de Varzim

#### Sytuacja w rankingu FIVB
| Reprezentacja | Miejsce w rankingu | Liczba punktów |
| ------------- | ------------------ | -------------- |
| Grecja        | 28                 | 11,5           |
| Portugalia    | 30                 | 10,5           |
| Słowenia      | 46                 | 6,0            |
| Dania         | 55                 | 5,0            |
| Rumunia       | 55                 | 5,0            |

#### Tabela
| Poz. | Reprezentacja | Pkt | Mecze | Mecze | Mecze | Małe punkty | Małe punkty | Małe punkty | Sety | Sety | Sety  |
| Poz. | Reprezentacja | Pkt | M     | Z     | P     | zdob.       | str.        | ratio       | wyg. | prz. | ratio |
| ---- | ------------- | --- | ----- | ----- | ----- | ----------- | ----------- | ----------- | ---- | ---- | ----- |
| 1    | Portugalia    | 7   | 4     | 3     | 1     | 329         | 290         | 1,134       | 9    | 5    | 1,800 |
| 2    | Rumunia       | 7   | 4     | 3     | 1     | 362         | 329         | 1,100       | 11   | 5    | 2,200 |
| 3    | Słowenia      | 6   | 4     | 2     | 2     | 351         | 342         | 1,026       | 9    | 7    | 1,286 |
| 4    | Grecja        | 6   | 4     | 2     | 2     | 363         | 366         | 0,992       | 8    | 8    | 1,000 |
| 5    | Dania         | 4   | 4     | 0     | 4     | 223         | 301         | 0,741       | 0    | 12   | 0,000 |

#### Wyniki
| 27 maja 2009 |

|  | Grecja | 1:3(22:25, 25:23, 18:25, 19:25) | Słowenia |  |
|  |        | 1:3(22:25, 25:23, 18:25, 19:25) |          |  |

|  | Portugalia | 3:0(25:18, 25:13, 25:13) | Dania |  |
|  |            | 3:0(25:18, 25:13, 25:13) |       |  |

| 28 maja 2009 |

|  | Słowenia | 2:3(25:22, 20:25, 13:25, 25:13, 12:15) | Rumunia |  |
|  |          | 2:3(25:22, 20:25, 13:25, 25:13, 12:15) |         |  |

|  | Portugalia | 3:1(25:21, 18:25, 25:20, 25:22) | Grecja |  |
|  |            | 3:1(25:21, 18:25, 25:20, 25:22) |        |  |

| 29 maja 2009 |

|  | Dania | 0:3(24:26, 19:25, 20:25) | Grecja |  |
|  |       | 0:3(24:26, 19:25, 20:25) |        |  |

|  | Portugalia | 0:3(22:25, 21:25, 23:25) | Rumunia |  |
|  |            | 0:3(22:25, 21:25, 23:25) |         |  |

| 30 maja 2009 |

|  | Słowenia | 3:0(25:19, 25:22, 25:22) | Dania |  |
|  |          | 3:0(25:19, 25:22, 25:22) |       |  |

|  | Grecja | 3:2(19:25, 25:18, 32:30, 24:26, 15:13) | Rumunia |  |
|  |        | 3:2(19:25, 25:18, 32:30, 24:26, 15:13) |         |  |

| 31 maja 2009 |

|  | Rumunia | 3:0(25:12, 25:23, 25:18) | Dania |  |
|  |         | 3:0(25:12, 25:23, 25:18) |       |  |

|  | Słowenia | 1:3(21:25, 25:20, 16:25, 21:25) | Portugalia |  |
|  |          | 1:3(21:25, 25:20, 16:25, 21:25) |            |  |

#### Statystyki indywidualne
| Najlepszy punktujący                 | Najlepszy atakujący  | Najlepszy blokujący | Najlepszy zagrywający | Najlepszy broniący | Najlepszy rozgrywający | Najlepszy libero |
| ------------------------------------ | -------------------- | ------------------- | --------------------- | ------------------ | ---------------------- | ---------------- |
| Valdir Sequeira Adrian Radu Gontariu | Theoklitos Karipidis | Alen Pajenk         | Andre Lopes           | Sebastijan Škorc   | Tiago Violas           | Carlos Teixeira  |

### Grupa H – Liberec

#### Sytuacja w rankingu FIVB
| Reprezentacja | Miejsce w rankingu | Liczba punktów |
| ------------- | ------------------ | -------------- |
| Finlandia     | 22                 | 20,0           |
| Czechy        | 26                 | 13,5           |
| Ukraina       | 44                 | 6,5            |
| Belgia        | 61                 | 4,5            |
| Czarnogóra    | –                  | 0,0            |

#### Tabela
| Poz. | Reprezentacja | Pkt | Mecze | Mecze | Mecze | Małe punkty | Małe punkty | Małe punkty | Sety | Sety | Sety  |
| Poz. | Reprezentacja | Pkt | M     | Z     | P     | zdob.       | str.        | ratio       | wyg. | prz. | ratio |
| ---- | ------------- | --- | ----- | ----- | ----- | ----------- | ----------- | ----------- | ---- | ---- | ----- |
| 1    | Finlandia     | 7   | 4     | 3     | 1     | 325         | 292         | 1,113       | 10   | 3    | 3,333 |
| 2    | Czechy        | 7   | 4     | 3     | 1     | 427         | 414         | 1,031       | 11   | 7    | 1,571 |
| 3    | Belgia        | 6   | 4     | 2     | 2     | 340         | 337         | 1,009       | 8    | 6    | 1,333 |
| 4    | Ukraina       | 5   | 4     | 1     | 3     | 326         | 340         | 0,959       | 4    | 11   | 0,364 |
| 5    | Czarnogóra    | 5   | 4     | 1     | 3     | 314         | 349         | 0,900       | 4    | 10   | 0,400 |

#### Wyniki
| 27 maja 2009 |

|  | Ukraina | 0:3(19:25, 23:25, 20:25) | Belgia |  |
|  |         | 0:3(19:25, 23:25, 20:25) |        |  |

|  | Czarnogóra | 1:3(25:23, 22:25, 15:25, 24:26) | Czechy |  |
|  |            | 1:3(25:23, 22:25, 15:25, 24:26) |        |  |

| 28 maja 2009 |

|  | Finlandia | 3:0(25:16, 25:20, 27:25) | Czarnogóra |  |
|  |           | 3:0(25:16, 25:20, 27:25) |            |  |

|  | Czechy | 2:3(25:23, 20:25, 25:21, 19:25, 10:15) | Ukraina |  |
|  |        | 2:3(25:23, 20:25, 25:21, 19:25, 10:15) |         |  |

| 29 maja 2009 |

|  | Ukraina | 0:3(23:25, 22:25, 20:25) | Finlandia |  |
|  |         | 0:3(23:25, 22:25, 20:25) |           |  |

|  | Belgia | 2:3(29:27, 26:28, 26:28, 25:20, 17:19) | Czechy |  |
|  |        | 2:3(29:27, 26:28, 26:28, 25:20, 17:19) |        |  |

| 30 maja 2009 |

|  | Finlandia | 3:0(27:25, 25:18, 25:16) | Belgia |  |
|  |           | 3:0(27:25, 25:18, 25:16) |        |  |

|  | Czarnogóra | 3:1(25:22, 25:23, 16:25, 25:20) | Ukraina |  |
|  |            | 3:1(25:22, 25:23, 16:25, 25:20) |         |  |

| 31 maja 2009 |

|  | Belgia | 3:0(33:31, 25:23, 25:22) | Czarnogóra |  |
|  |        | 3:0(33:31, 25:23, 25:22) |            |  |

|  | Czechy | 3:1(32:34, 25:23, 25:22, 25:17) | Finlandia |  |
|  |        | 3:1(32:34, 25:23, 25:22, 25:17) |           |  |

#### Statystyki indywidualne
| Najlepszy punktujący | Najlepszy atakujący | Najlepszy blokujący | Najlepszy zagrywający | Najlepszy broniący | Najlepszy rozgrywający | Najlepszy libero |
| -------------------- | ------------------- | ------------------- | --------------------- | ------------------ | ---------------------- | ---------------- |
| David Konečný        | Olli Kunnari        | Matti Oivanen       | David Konečný         | Pasi Hyvärinen     | Yves Kruyner           | Bert Derkoningen |

## Trzecia runda kwalifikacyjna

### Grupa I – Tampere

#### Sytuacja w rankingu FIVB
| Reprezentacja | Miejsce w rankingu | Liczba punktów |
| ------------- | ------------------ | -------------- |
| Rosja         | 3                  | 185,0          |
| Niemcy        | 13                 | 42,0           |
| Finlandia     | 22                 | 20,0           |
| Belgia        | 61                 | 4,5            |

#### Tabela
| Poz. | Reprezentacja | Pkt | Mecze | Mecze | Mecze | Małe punkty | Małe punkty | Małe punkty | Sety | Sety | Sety  |
| Poz. | Reprezentacja | Pkt | M     | Z     | P     | zdob.       | str.        | ratio       | wyg. | prz. | ratio |
| ---- | ------------- | --- | ----- | ----- | ----- | ----------- | ----------- | ----------- | ---- | ---- | ----- |
| 1    | Rosja         | 6   | 3     | 3     | 0     | 244         | 200         | 1,220       | 9    | 1    | 9,000 |
| 2    | Niemcy        | 5   | 3     | 2     | 1     | 257         | 245         | 1,049       | 7    | 4    | 1,750 |
| 3    | Finlandia     | 4   | 3     | 1     | 2     | 271         | 281         | 0,964       | 4    | 8    | 0,500 |
| 4    | Belgia        | 3   | 3     | 0     | 3     | 219         | 265         | 0,826       | 2    | 9    | 0,222 |

#### Wyniki
| 7 sierpnia 2009 |

|  | Belgia | 2:3(20:25, 30:28, 20:25, 25:22, 11:15) | Finlandia |  |
|  |        | 2:3(20:25, 30:28, 20:25, 25:22, 11:15) |           |  |

|  | Niemcy | 1:3(20:25, 25:19, 18:25, 19:25) | Rosja |  |
|  |        | 1:3(20:25, 25:19, 18:25, 19:25) |       |  |

| 8 sierpnia 2009 |

|  | Finlandia | 1:3(21:25, 25:27, 25:23, 23:25) | Niemcy |  |
|  |           | 1:3(21:25, 25:27, 25:23, 23:25) |        |  |

|  | Rosja | 3:0(25:18, 25:22, 25:16) | Belgia |  |
|  |       | 3:0(25:18, 25:22, 25:16) |        |  |

| 9 sierpnia 2009 |

|  | Belgia | 0:3(17:25, 19:25, 21:25) | Niemcy |  |
|  |        | 0:3(17:25, 19:25, 21:25) |        |  |

|  | Finlandia | 0:3(23:25, 17:25, 22:25) | Rosja |  |
|  |           | 0:3(23:25, 17:25, 22:25) |       |  |

#### Nagrody indywidualne
| Najlepszy punktujący | Najlepszy blokujący | Najlepszy zagrywający | Najlepszy przyjmujący | Najlepszy libero | Najlepszy rozgrywający |
| -------------------- | ------------------- | --------------------- | --------------------- | ---------------- | ---------------------- |
| Gert van Walle       | Max Günthör         | Matti Oivanen         | Björn Andrae          | Pasi Hyvärinen   | Mikko Esko             |

### Grupa J – Warna

#### Sytuacja w rankingu FIVB
| Reprezentacja | Miejsce w rankingu | Liczba punktów |
| ------------- | ------------------ | -------------- |
| Bułgaria      | 4                  | 132,5          |
| Czechy        | 26                 | 13,5           |
| Holandia      | 28                 | 11,5           |
| Portugalia    | 30                 | 10,5           |

#### Tabela
| Poz. | Reprezentacja | Pkt | Mecze | Mecze | Mecze | Małe punkty | Małe punkty | Małe punkty | Sety | Sety | Sety  |
| Poz. | Reprezentacja | Pkt | M     | Z     | P     | zdob.       | str.        | ratio       | wyg. | prz. | ratio |
| ---- | ------------- | --- | ----- | ----- | ----- | ----------- | ----------- | ----------- | ---- | ---- | ----- |
| 1    | Bułgaria      | 6   | 3     | 3     | 0     | 249         | 195         | 1,277       | 9    | 1    | 9,000 |
| 2    | Czechy        | 5   | 3     | 2     | 1     | 249         | 243         | 1,025       | 6    | 6    | 1,000 |
| 3    | Holandia      | 4   | 3     | 1     | 2     | 240         | 264         | 0,909       | 5    | 6    | 0,833 |
| 4    | Portugalia    | 3   | 3     | 0     | 3     | 216         | 252         | 0,857       | 2    | 9    | 0,222 |

#### Wyniki
| 14 sierpnia 2009 |

|  | Bułgaria | 3:0(25:22, 25:16, 26:24) | Portugalia |  |
|  |          | 3:0(25:22, 25:16, 26:24) |            |  |

|  | Czechy | 3:1(23:25, 25:13, 25:23, 25:21) | Holandia |  |
|  |        | 3:1(23:25, 25:13, 25:23, 25:21) |          |  |

| 15 sierpnia 2009 |

|  | Bułgaria | 3:0(25:15, 25:22, 25:14) | Czechy |  |
|  |          | 3:0(25:15, 25:22, 25:14) |        |  |

|  | Portugalia | 0:3(21:25, 23:25, 24:26) | Holandia |  |
|  |            | 0:3(21:25, 23:25, 24:26) |          |  |

| 16 sierpnia 2009 |

|  | Czechy | 3:2(25:16, 22:25, 25:12, 13:25, 15:8) | Portugalia |  |
|  |        | 3:2(25:16, 22:25, 25:12, 13:25, 15:8) |            |  |

|  | Holandia | 1:3(25:23, 16:25, 18:25, 23:25) | Bułgaria |  |
|  |          | 1:3(25:23, 16:25, 18:25, 23:25) |          |  |

#### Nagrody indywidualne
| Najlepszy punktujący | Najlepszy blokujący | Najlepszy zagrywający | Najlepszy przyjmujący | Najlepszy libero | Najlepszy rozgrywający |
| -------------------- | ------------------- | --------------------- | --------------------- | ---------------- | ---------------------- |
| David Konečný        | Christo Cwetanow    | Matej Kazijski        | Matej Kazijski        | Martin Kryštof   | Andrej Żekow           |

### Grupa K – Gdynia

#### Sytuacja w rankingu FIVB
| Reprezentacja | Miejsce w rankingu | Liczba punktów |
| ------------- | ------------------ | -------------- |
| Polska        | 7                  | 105,5          |
| Francja       | 17                 | 32,5           |
| Słowacja      | 46                 | 6,0            |
| Słowenia      | 46                 | 6,0            |

#### Tabela
| Poz. | Reprezentacja | Pkt | Mecze | Mecze | Mecze | Małe punkty | Małe punkty | Małe punkty | Sety | Sety | Sety  |
| Poz. | Reprezentacja | Pkt | M     | Z     | P     | zdob.       | str.        | ratio       | wyg. | prz. | ratio |
| ---- | ------------- | --- | ----- | ----- | ----- | ----------- | ----------- | ----------- | ---- | ---- | ----- |
| 1    | Polska        | 6   | 3     | 3     | 0     | 251         | 192         | 1,307       | 9    | 1    | 9,000 |
| 2    | Francja       | 5   | 3     | 2     | 1     | 251         | 241         | 1,041       | 6    | 5    | 1,200 |
| 3    | Słowacja      | 4   | 3     | 1     | 2     | 273         | 304         | 0,898       | 5    | 8    | 0,625 |
| 4    | Słowenia      | 3   | 3     | 0     | 3     | 243         | 281         | 0,865       | 3    | 9    | 0,333 |

#### Wyniki
| 14 sierpnia 2009 |

|  | Słowacja | 1:3(20:25, 18:25, 25:22, 20:25) | Francja |  |
|  |          | 1:3(20:25, 18:25, 25:22, 20:25) |         |  |

|  | Polska | 3:0(25:16, 25:23, 25:15) | Słowenia |  |
|  |        | 3:0(25:16, 25:23, 25:15) |          |  |

| 15 sierpnia 2009 |

|  | Francja | 3:1(27:25, 25:18, 20:25, 25:15) | Słowenia |  |
|  |         | 3:1(27:25, 25:18, 20:25, 25:15) |          |  |

|  | Polska | 3:1(25:19, 26:28, 25:15, 25:19) | Słowacja |  |
|  |        | 3:1(25:19, 26:28, 25:15, 25:19) |          |  |

| 16 sierpnia 2009 |

|  | Słowenia | 2:3(23:25, 25:23, 21:25, 25:21, 12:15) | Słowacja |  |
|  |          | 2:3(23:25, 25:23, 21:25, 25:21, 12:15) |          |  |

|  | Polska | 3:0(25:17, 25:19, 25:21) | Francja |  |
|  |        | 3:0(25:17, 25:19, 25:21) |         |  |

#### Nagrody indywidualne
| Najlepszy punktujący | Najlepszy blokujący | Najlepszy zagrywający | Najlepszy przyjmujący | Najlepszy libero | Najlepszy rozgrywający |
| -------------------- | ------------------- | --------------------- | --------------------- | ---------------- | ---------------------- |
| Martin Němec         | Jean-Philippe Sol   | Matija Pleško         | Guillaume Samica      | Hubert Henno     | Michal Masný           |

### Grupa L – Kragujevac

#### Sytuacja w rankingu FIVB
| Reprezentacja | Miejsce w rankingu | Liczba punktów |
| ------------- | ------------------ | -------------- |
| Serbia        | 5                  | 117,0          |
| Hiszpania     | 10                 | 51,0           |
| Estonia       | 46                 | 6,0            |
| Rumunia       | 55                 | 5,0            |

#### Tabela
| Poz. | Reprezentacja | Pkt | Mecze | Mecze | Mecze | Małe punkty | Małe punkty | Małe punkty | Sety | Sety | Sety  |
| Poz. | Reprezentacja | Pkt | M     | Z     | P     | zdob.       | str.        | ratio       | wyg. | prz. | ratio |
| ---- | ------------- | --- | ----- | ----- | ----- | ----------- | ----------- | ----------- | ---- | ---- | ----- |
| 1    | Serbia        | 6   | 3     | 3     | 0     | 269         | 217         | 1,240       | 9    | 2    | 4,500 |
| 2    | Hiszpania     | 5   | 3     | 2     | 1     | 290         | 279         | 1,039       | 7    | 6    | 1,167 |
| 3    | Rumunia       | 4   | 3     | 1     | 2     | 287         | 298         | 0,963       | 6    | 7    | 0,857 |
| 4    | Estonia       | 3   | 3     | 0     | 3     | 227         | 279         | 0,814       | 2    | 9    | 0,222 |

#### Wyniki
| 14 sierpnia 2009 |

|  | Estonia | 1:3(25:22, 21:25, 17:25, 14:25) | Hiszpania |  |
|  |         | 1:3(25:22, 21:25, 17:25, 14:25) |           |  |

|  | Serbia | 3:1(25:17, 25:15, 22:25, 25:18) | Rumunia |  |
|  |        | 3:1(25:17, 25:15, 22:25, 25:18) |         |  |

| 15 sierpnia 2009 |

|  | Hiszpania | 3:2(25:17, 23:25, 21:25, 27:25, 15:13) | Rumunia |  |
|  |           | 3:2(25:17, 23:25, 21:25, 27:25, 15:13) |         |  |

|  | Estonia | 0:3(15:25, 23:25, 22:25) | Serbia |  |
|  |         | 0:3(15:25, 23:25, 22:25) |        |  |

| 16 sierpnia 2009 |

|  | Rumunia | 3:1(26:28, 25:13, 31:29, 25:20) | Estonia |  |
|  |         | 3:1(26:28, 25:13, 31:29, 25:20) |         |  |

|  | Serbia | 3:1(22:25, 25:18, 25:19, 25:20) | Hiszpania |  |
|  |        | 3:1(22:25, 25:18, 25:19, 25:20) |           |  |

#### Nagrody indywidualne
| Najlepszy punktujący | Najlepszy blokujący | Najlepszy zagrywający    | Najlepszy przyjmujący | Najlepszy libero | Najlepszy rozgrywający |
| -------------------- | ------------------- | ------------------------ | --------------------- | ---------------- | ---------------------- |
| Adrian Radu Gontariu | Marko Podraščanin   | Bogdan Alexandru Olteanu | Israel Rodríguez      | Alexis Valido    | Miguel Ángel Falasca   |